# Uropi
L'Uropi és una llengua construïda creada pel professor francès Joël Landais. Fundat explícitament sobre les llengües indoeuropees, té com a meta fer-se una llengua auxiliar per a Europa i, per tant, contribuir a la construcció de la identitat europea. A més, considerant lextensió mundial de les llengües indoeuropees, l'Uropi és també una llengua auxiliar internacional.
Iniciat el 1983, l'Uropi ha conegut posteriorment uns canvis, i el seu vocabulari continua creixent, essencialment per l'acció de J. Landais.
L'Uropi ha tingut una certa notorietat internacional al principi dels anys '90. No sembla tanmateix que s'hagi constituït un moviment al voltant d'aquesta publicitat.

## Pronunciació
L'alfabet de l'Uropi compta 24 llettres, les 26 llettres de l'alfabet llatí llevat q, x i y, però amb l'afegiment de la llettra ʒ, manllevada a l'alfabet fonètic internacional. Totes les llettres es pronuncien com en català, excepte les següents:
- c es pronuncia com x en xarxa
- e es pronuncia é
- g es pronuncia sempre dur (com en guerra)
- h es pronuncia com en anglès ou en alemany
- j es pronuncia com i en iac o noi
- ʒ es pronuncia j
- o es pronuncia ò
- s es pronuncia sempre ss, àdhuc entre dues vocals
- v, distint de b, és el so làbio-dental conegut en certs parlars catalans (País Valencià, les Illes…)
- w es pronuncia com en anglès

L'accent tònic queda correntment sobre l'arrel principal. Tanmateix, uns sufixos (com el sufix d'instrument –èl) i la terminació –ì del passat, sempre porten l'accent; quan dos o més sufixos es combinen, l'accent cau sobre el penúltim sufix. L'accent és notat per un accent greu (à, è, ì, ò, ù) sobre la vocal accentuada quan aquesta cau en la darrera síl·laba. Exemples : kotèl, perì, fotò, menù = ganivet, portà, foto, menú.

## Vocabulari

### Arrels
Es pot repartir les arrels de l'Uropi en tres categories:

#### Arrels indoeuropees
L'Uropi vol ésser d'antuvi una manera de recrear la unitat entre les llengües indoeuropees. En aquest objectiu, una gran part de les arrels de l'Uropi és constituïda amb arrels indoeuropees comunes, però simplificades, en pronunciació i llargària (sovint, les arrels només tenen una síl·laba, de vegades dues). Així, mare es diu mata (indoeuropeu: mâtêr* ); sol es diu sol (indoeuropeu: sâwel* ). Aquestes simplificacions corresponen a l'evolució natural de les arrels indoeuropees que ha donat els mots avui utilitzats en les llengües ie modernes. Així mata correspon a l'hindi mata, sol al català, castellà o escandinau sol.

#### Arrels "mestissades"
Quan no hi ha cap arrel indoeuropea coneguda ou o que una mateixa realitat és espremuda per múltiples arrels en diverses llengües, l'Uropi pot utilitzar arrels mestissades, manllevant a diverses llengës per tal de crear una paraula que els locutors d'una majoria de llengües indoeuropees puguin fàcilment reconèixer. Així, en liamo, estimar, li- procedeix de les llengües germàniques i eslaves (cf lieben en alemany i liubit' en rus), i -am, de les llengües llatines (amo, amare, amar); o en mand, mà, el ma- procedeix de les llengües llatines i -and, de les llengües germàniques. Aquest procés no és tan artificial com sembla: es pot observar-lo també en llengües naturals, per exemple, el francès haut (alt) és eixit del creuement entre el vell fr. aut (del llatí altus) i el fràncic hôh. És també utilitzat voluntàriament en llengües com l'anglès per formar «portmanteau-words», per exemple, el famós smog de Londres prové del creuement entre smoke i fog. Es pot citar també els mots franglais (Fr = français + anglais), denglisch (D = deutsch + english), spanglish (US = spanish + english). Aquests mots mestissats només representen un 3% del vocabulari Uropi.

#### Mots internacionals
L'Uropi deixa lloc a un gran nombre de mots "internacionals", tal com taksì, skol (escola), bus, art, matc (matx), poliz (policia), simfonij (simfonia), tabàk (tabac), etc.

### Mots compostos
Com moltes llengües construïdes, l'Uropi dona un lloc important als mots compostos, sia entre dues arrels, sia amb l'ajut de prefixos i sufixos.
Entre els primers, es pot donar com a exemples : lucitòr, far, de luc, llum i tor, torre; o, de sopo, dormir, sopisàk, sac de dormir, ou sopivagòn, vagó-llit.
Pel que fa a la dérivació amb l'ajut d'afixos, es pot també donar-ne molt nombrosos exemples: de davo, donar, es fa disdavo, distribuir; de tel, meta, s'obté atelo, reeixir; de brek, ruptura, i us, fora, es fa usbrèk, erupció; de apel, poma, es fa aplar, pomera, i aplaria, pomerar.
En la majoria dels casos, el lector o l'oient no tindran dificultat per a retrobar les arrels i, per tant, el sentit del mot compost. Certes derivacions, àdhuc seguint l'etimologia dels mots corresponents en llengües naturals, tenen tanmateix un sentit una mica fosc i més aviat metafòric. Així, ruspeko literalment mirar enrere, significa respectar; o incepo, pròpiament agafar endins, significa entendre.

## Gramàtica

### Substantius
Seguint l'exemple de certes llengües indoeuropees actuals, l'Uropi ha conservat una declinació minimal amb dos casos : nominatiu i genitiu. Els substantius tenen dos nombres: singular i plural.
Els substantius de l'Uropi es divideixen en tres grups: els que acaben amb consonant, els que acaben amb -a i els que acaben amb una altra vocal.
Entre els primers, es troben els substantius que designen un home o un animal mascle: man: home; gal: gall (noms masculins).
Els substantius designant dones o animals femelles s'acaben per -a: ʒina: dona; gala: gallina (noms femenins).
Tots els altres substantius són neutres: s'acaben indiferentment en consonant o en -a: per ex: tab: taula o ment: esperit, o encara teatra: teatre o centra: centre. Aquests corresponen al pronom personal neutre je.
Els substantius que acaben amb una altra vocal són molt sovint mots "internacionals": taksì, eurò, menù.
| Substantius                      | nominatiu singular | genitif singular | nominatiu plural | genitiu plural |
| -------------------------------- | ------------------ | ---------------- | ---------------- | -------------- |
| que acaben amb consonant         | man                | mani             | mane             | manis          |
| que acaben amb a                 | gala               | galu             | galas            | galus          |
| que s'acaben amb una altra vocal | taksì              | taksì            | taksìs           | taksìs         |

### Adjectius
Els adjectius qualificatius són invariables en nombre i en cas. Es col·loquen davant del substantiu qualificat. Existeixen adjectius propis: bun: bo; glen: verd, kurti: curt, així com adjectius derivats de substantius. La forma d'aquests darrers és idèntica a la del genitiu singular: mani: viril, masculí; ʒinu: femení.
Existeixen alguns adjectius indefinits quantitatius que poden prendre la marca del plural; aquests adjectius tenen igualment funció de pronoms: mol, mole = molt/a, molt(e)s, poj, poje = poc/a, pocs/poques, tal, tale = tot/a, tot(e)s, ek, eke = algun/a, algun(e)s

### Pronoms
Els pronoms personals tenen tres casos: nominatiu, acusatiu (utilitzat també davant de totes les preposicions) i datiu. En lloc del genitiu, s'empren adjectius possessius. Hi ha tres pronoms de tercera persona del singular (masculí: he; femení: ce; neutre: je) així com un pronom reflexiu. Per ex: i = jo (nominatiu), ma = me, em, ‘m (acusatiu), mo = me, em, ‘m, a mi (datiu), tu, ta, to, etc.
Llista dels pronoms personals: i, tu, he, ce, je, nu, vu, lu = jo, tu, ell, ella, ell/ella (neutre), nosaltres, vosaltres o vostè, ells. Pronom reflexiu: sia = se, es.

### Verbs
Els verbs uropi coneixen els modes indicatiu, imperatiu i condicional, així com una forma senzilla, una forma durativa i una forma perfeta.
- Llevat de l'imperatiu, els verbs són invariables en nombre i en persona.
- La terminació o caracteritza l'infinitiu: jedo: menjar.
- La forma del present simple és el radical mateix: i jed: menjo.
- El passat simple es forma afegint una ì (accentuada): i jedì: mengí, vaig menjar.
- Per al futur simple, s'utilitza l'auxiliar ve: i ve jedo: menjaré, vaig a menjar.
- Al condicional, s'afegeix la terminació -ev: Is i sev fami, i jedev: Si jo tenia gana, menjaria.
- Les formes del passat perfet utilitzen l'auxiliar avo: haver i el participi passat, acabant en -en: i av jeden: he menjat.
- Les formes duratives utilitzen l'auxiliar so: ésser i el participi present, acabant en -an: i se jedan: estic menjant.
- L'imperatiu: jed, jedem, jede: menja, mengem, mengeu.
- El passiu utilitza el verb vido: fer-se, esdevenir: De mus vid jeden pa de kat: el ratolí és menjat pel gat.

### Nombres
1: un; 2: du; 3: tri; 4: kwer; 5: pin; 6: ses; 7: sep; 8: oc; 9: nev; 10: des; 100: sunte; 1000: tilie. 357: trisunte-pindes-sep.
Els ordinals es formen per l'afegiment d'una i o d'una j: duj; segon; pini: cinquè; excepte pri: primer.
Les fraccions es formen per l'afegiment de t: trit: terç; excepte mij: mig.

## Oda a Espanya en Uropi
| Oda a Espania | Oda a Espanya |
| --- | --- |
| Skuc, Espania, de voc u soni we vok to in u linga ne od Kastija: i vok in de linga we av mo daven de rug ter. In da linga vokì to poje; in de alten, tiomole. Tiomole vokì to ov Saguntane id ov daze po patria moren; ov ti glore id ov ti rumene: rumene id glore, solem ov morene: tristim tu av ʒiven. I vol to voko mol altem. Parkà uslijo glod anuzim? In ni venas, glod se ʒiv, Ʒiv po na num, id po la we ve veno, uslijen, je se mor. Tu menì tiomòl ov ti honòr id tio poj ov ti ʒiv: tragic tu dutì ti sone a mor, ta satizan ki morli honòre id ti feste sì de ingrubade, Oh tristi Espania. I vizì faro ap de nave polen ki sone wen a mor tu sì dutan: do usfàl, smijan, lu sì marcan; id tu santì su maribèr wim u mati ʒina. Ko se num de nave? Ko se de sone? Prag ja a West id a vilgi volne: tal tu av perlasen, tu av nekun. Espania, Espania, ruvèn in ta, aprìs ʒe ti ploje matu! Sav ta, oh sav ta od samole male; Las ploje det ta frutli, glaj id ʒivi; Men ov de ʒiv (wen tu av) aròn ta: liv ti forn, smij a de sep klore wen je ste in nolbe. Ko se tu ʒe Espania? I viz ta nekia. Or tu ʒe ne mi voc troman? Or tu ne da linga we vok to intra perije? Av tu oblasen kim oro ti sone? Adòj, Espania! | Escolta, Espanya, - la veu d'un fill que et parla en llengua - no castellana: parlo en la llengua - que m'ha donat la terra aspra: en questa llengua pocs t'han parlat; en l'altra massa. T'han parlat massa - dels saguntins i dels que per la pàtria moren: les teves glòries - i els teus records, records i glòries - només de morts: has viscut trista. Jo vull parlar-te - molt altrament. Per què vessar la sang inútil? Dins de les venes - vida és la sang, vida pels d'ara - i pels que vindran; vessada, és morta. Massa pensaves - en ton honor i massa poc en el teu viure: tràgica duies - a mort els fills, te satisfeies - d'honres mortals i eren tes festes -els funerals, oh trista Espanya! Jo he vist els barcos - marxar replens dels fills que duies - a que morissin: somrients marxaven - cap a l'atzar; i tu cantaves - vora del mar com una folla. On són els barcos? - On són els fills? Pregunta-ho al Ponent i a l'ona brava: tot ho perderes, - no tens ningú. Espanya, Espanya, - retorna en tu, arrenca el plor de mare! Salva't, oh ! salva't - de tant de mal; que el plo' et torni feconda, alegre i viva; pensa en la vida que tens entorn: aixeca el front, somriu als set colors que hi ha en els nuvols On ets, Espanya? - No et veig enlloc. No sents la meva veu atronadora? No entens aquesta llengua - que et parla entre perills? Has desaprès d'entendre an els teus fills? Adéu, Espanya! Joan Maragall |